# 500 km (obwód pskowski)
500 km (ros. 500 км) – przystanek kolejowy w rejonie nowosokolnickim, w obwodzie pskowskim, w Rosji. Położony jest na linii Moskwa - Siebież. Przystanek zlokalizowany jest w oddaleniu od skupisk ludzkich. Najbliższą miejscowością jest Afanasowo.